# La Fageda
La Fageda és una societat cooperativa catalana del sector alimentari creada el 1982 pels cònjuges Carme Jordà Plujà i Cristóbal Colón Palasí amb seu a la Fageda d'en Jordà, al municipi de Santa Pau, situat al centre del Parc Natural de la Zona Volcànica de la Garrotxa. El model de La Fageda és estudiat a l'escola de negocis de Harvard.
Té l'objectiu d'integrar laboralment a totes les persones de la comarca de la Garrotxa amb discapacitat intel·lectual o trastorns mentals severs. A més des La Fageda treballa per a la inserció laboral a l'empresa ordinària de persones amb certificat de discapacitat i joves amb risc d’exclusió. En molts casos, el treball és clau per a la rehabilitació d'aquest col·lectiu que pràcticament no té oportunitats. El 2022 va donar feina a prop de 500 persones, el 70% de les quals tenien alguna mena de discapacitat intel·lectual. Aquest any van anunciar que volien començar a donar feina també a alumnat expulsat del sistema educatiu, bona part del qual immigrant. El 37% dels càrrecs directius estaven ocupats per dones, com era el cas de la seva directora general adjunta Sílvia Domènech.

## Activitat

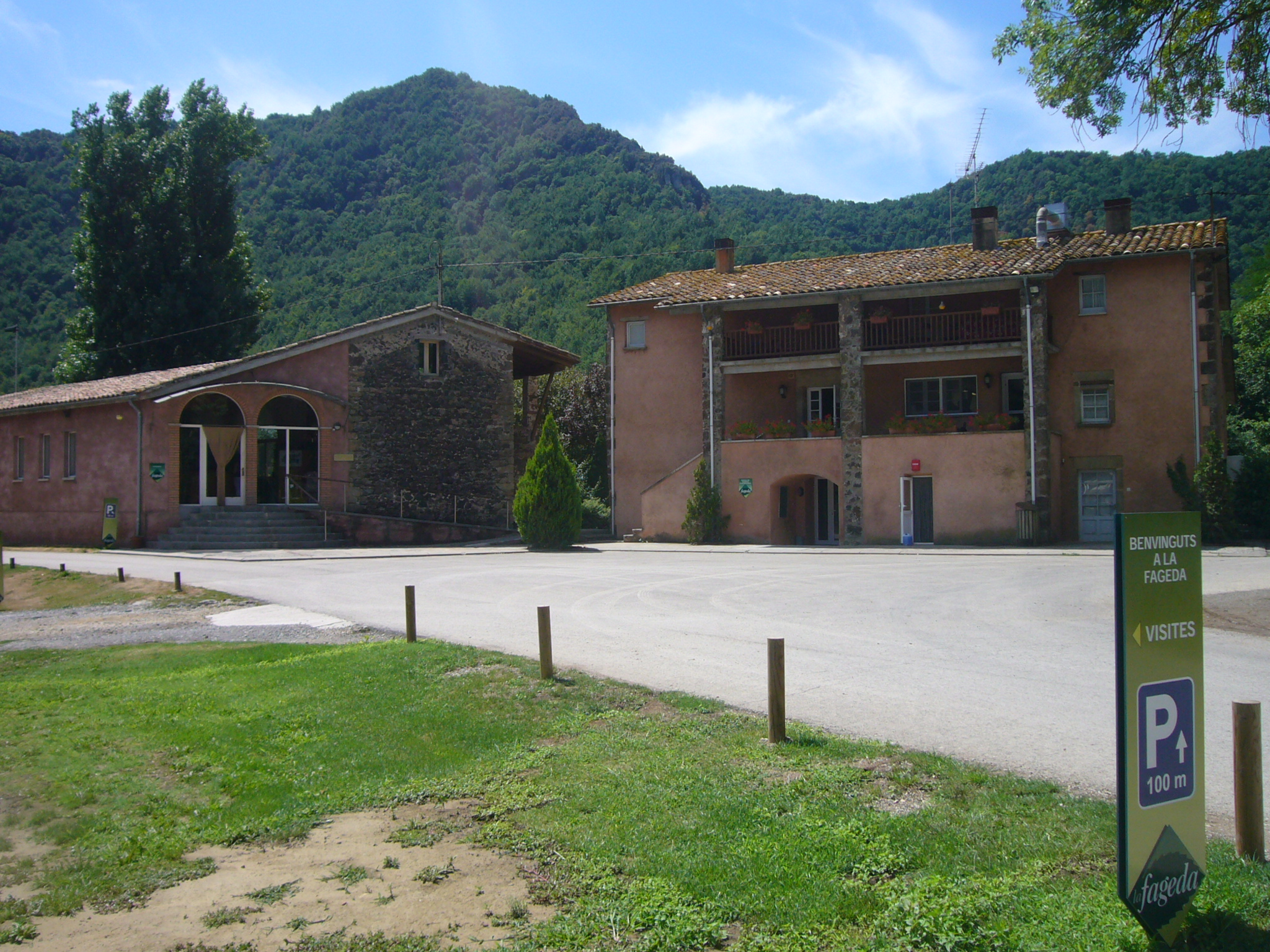
El mas Els Casals, la seu social

La Fageda és coneguda a tota Catalunya gràcies al seu producte estrella: els iogurts artesans, que van començar a fabricar el 1993. Els productes es comercialitzen a través de 2.000 punts de venda per les principals empreses de distribució i les institucions hospitalàries. Però els iogurts són sol una petita part del projecte: La Fageda disposa d'una fàbrica de productes làctis, una granja de vaques i un obrador de melmelades. També compta amb un equip complet de treballadors dedicats a la jardineria i un centre d'atenció al visitant que acull 50.000 persones cada any.
La Fageda comercialitza iogurts, gelats, postres i melmelades. Són productes que es caracteritzen per cercar el màxim possible els sabors casolans de la pagesia antiga. El 2022 va elaborar cent milions de iogurts, que va suposar un 7,4% de quota de mercat a Catalunya, on és líder en iogurt natural i sense lactosa. El iogurt fou el producte estrella, i va suposar el 80% dels ingressos de l'entitat. Globalment és la cinquena marca catalana de iogurt. L'etiquetatge és en català, i arriba al 98% de la distribució a Catalunya, i té presència al País Valencià i les Illes Balears. El 2023 van anunciar l'inici de la seva expansió a terres no catalanoparlants, amb etiquetatge bilingüe.

## Història
La història de La Fageda comença al 1982. El seu president, Cristóbal Colón, era un psicòleg que treballava al centre de salut mental de llarga estada de Girona. Durant la seva carrera aquí, havia fet alguns experiments amb la laborteràpia (teràpia basada en el treball), però aviat es va adonar que el que necessitaven els usuaris dels serveis de salut mental era una mica més: treballar de debò. Colón va crear La Fageda per donar a les persones amb condicions de salut mental la possibilitat de treballar, treure un salari i recuperar una certa autoestima després de quedar horroritzat amb el tractament dels pacients en hospitals de salut mental on va treballar.
L'any 2010 s'inicia la producció de gelats a un petit obrador de Badalona i més endavant es trasllada a Santa Pau, amb la resta d'activitats productives. L'any 2012 es crea l'obrador de melmelades davant la necessitat de donar feina a 20 persones amb certificat de discapacitat que anteriorment estaven ocupades al viver forestal. Quan es va veure abocada a tancar la secció de reforestació va crear una nova secció de melmelades, llançada al mercat el 2012.

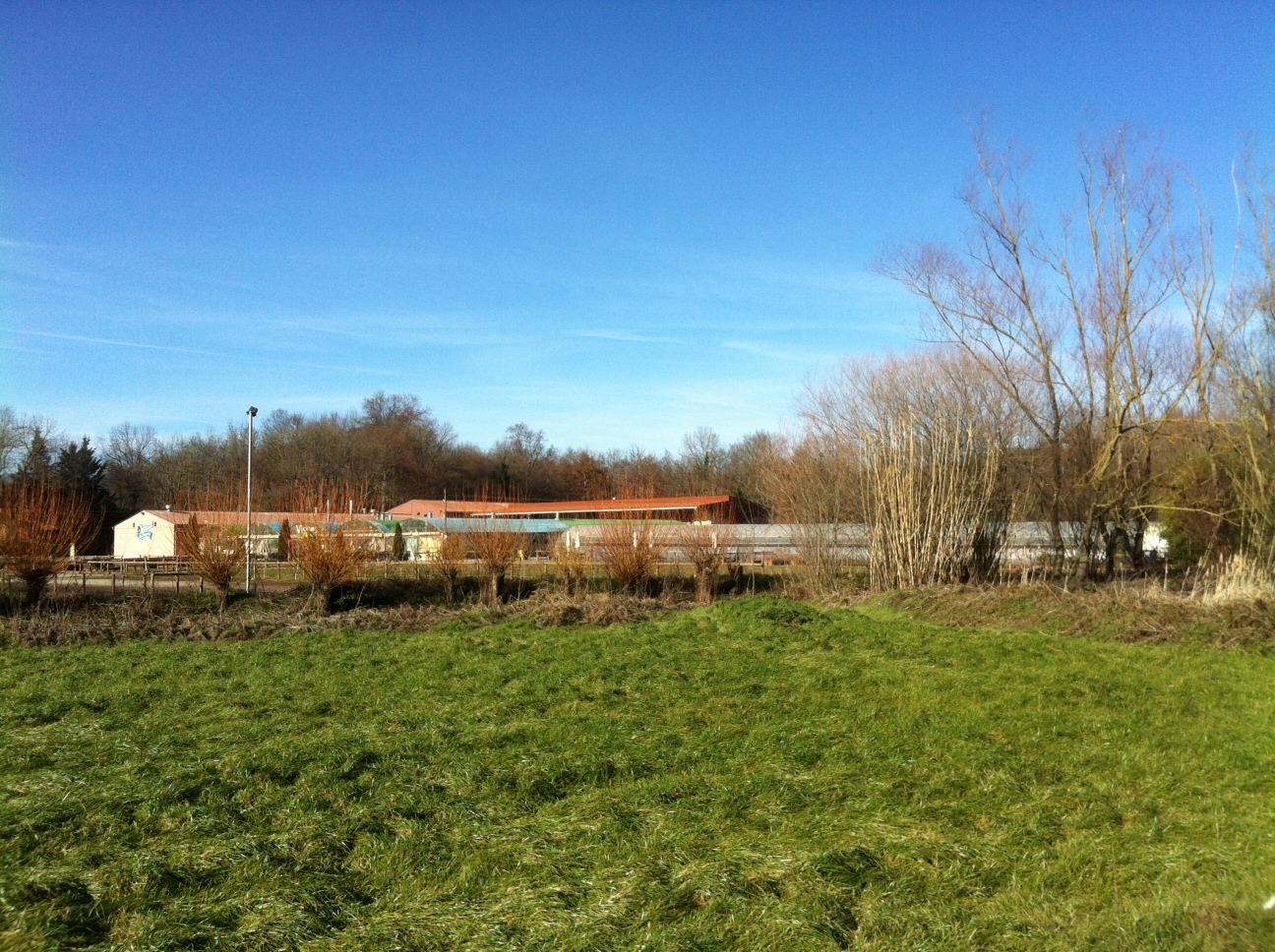
Granja La Fageda

## Reconeixement
- L'1 de juliol de 2019 va rebre el premi Turn The World Outward per The Arbinger Institute de Salt Lake City, atorgat a institucions o persones que tenen un impacte positiu en la societat.[12][13]